# Арон Малетин
Арон Малетин (Мошорин, 1802) био је српски адвокат и добротвор.

## Живот
Рођен 1802. у Мошорину, као син свештеника. После школовања у родном месту, Петроварадину, Карловцима итд, уписао је права. Адвокатску диплому добио је 1830. године. Помогао Светозару Милетићу за време школовања. Оженио се у старијим годинама, 1848. године. Из тог брака добио је кћер Јелену, која је била и наследница имања после његове смрти, 18. октобра 1853. године. У случају да она не доживи удају, било је одређено да сва имовина припадне црквеној општини мошоринској. Тако је и било, девојчица је умрла, а имање је припало црквеној општини у Мошорину, што је потврдио и Окружни суд у Новом Саду, 26. априла 1861. године.